# Fußball-Club Augsburg 1907 1976-1977
Questa voce raccoglie le informazioni riguardanti il Fußball-Club Augsburg 1907 nelle competizioni ufficiali della stagione 1976-1977.

## Stagione
Nella stagione 1976-1977 l'Augusta, allenato da Gerd Menne e Max Merkel, concluse il campionato di 2. Bundesliga al 9º posto. In Coppa di Germania l'Augusta fu eliminato agli ottavi di finale dal Bayreuth.

## Rosa
| N. |                      | Ruolo | Calciatore       |
| -- | -------------------- | ----- | ---------------- |
|    | Danimarca (bandiera) | P     | Benno Larsen     |
|    | Germania (bandiera)  | P     | Walter Modick    |
|    | Germania (bandiera)  | P     | Rolf Weigel      |
|    | Germania (bandiera)  | D     | Heinz Michallik  |
|    | Germania (bandiera)  | D     | Ewald Schäffner  |
|    | Germania (bandiera)  | D     | Heiner Schuhmann |
|    | Germania (bandiera)  | C     | Harald Aumeier   |
|    | Serbia (bandiera)    | C     | Miodrag Đurić    |
|    | Germania (bandiera)  | C     | Wolfgang Haug    |
|    | Germania (bandiera)  | C     | Herbert Höbusch  |
|    | Germania (bandiera)  | C     | Kurt Kalchschmid |
|    | Germania (bandiera)  | C     | Bernd Schuster   |
|    | Germania (bandiera)  | C     | Erich Steer      |

| N. |                     | Ruolo | Calciatore          |
| -- | ------------------- | ----- | ------------------- |
|    | Germania (bandiera) | C     | Peter Szupak        |
|    | Germania (bandiera) | C     | Manfred Tripbacher  |
|    | Ungheria (bandiera) | C     | Zoltán Varga        |
|    | Germania (bandiera) | C     | Klaus Vöhringer     |
|    | Germania (bandiera) | A     | Georg Beichle       |
|    | Germania (bandiera) | A     | Robert Birner       |
|    | Germania (bandiera) | A     | Wilhelm Hoffmann    |
|    | Germania (bandiera) | A     | Hans Jörg           |
|    | Germania (bandiera) | A     | Werner Killmaier    |
|    | Germania (bandiera) | A     | Arnulf Klein        |
|    | Germania (bandiera) | A     | Karl Obermeier      |
|    | Germania (bandiera) | A     | Edgar Schneider     |
|    | Germania (bandiera) | A     | Karl-Heinz Stempfle |

## Organigramma societario
Area tecnica
- Allenatore: Max Merkel
- Allenatore in seconda: Václav Halama
- Preparatore dei portieri:
- Preparatori atletici:

## Calciomercato

### Sessione estiva
| Acquisti | Acquisti        | Acquisti          | Acquisti |
| R.       | Nome            | da                | Modalità |
| -------- | --------------- | ----------------- | -------- |
| P        | Benno Larsen    | Holbæk            |          |
| C        | Harald Aumeier  | Schweinfurt 05    |          |
| A        | Georg Beichle   | Pirmasens         |          |
| D        | Ewald Schäffner | Karlsruhe         |          |
| C        | Zoltán Varga    | Borussia Dortmund |          |

| Cessioni | Cessioni          | Cessioni          | Cessioni |
| R.       | Nome              | a                 | Modalità |
| -------- | ----------------- | ----------------- | -------- |
| D        | Claus Brandmair   | TSV Gersthofen    |          |
| C        | Zlatan Cajkovski  | Kickers Offenbach |          |
| C        | Gerhard Förschner | Augusta II        |          |
| C        | Helmut Haller     | Schwenningen      |          |
| C        | Georg Schnurrer   | Augusta II        |          |

### Sessione invernale
| Acquisti | Acquisti | Acquisti | Acquisti |
| R.       | Nome     | da       | Modalità |
| -------- | -------- | -------- | -------- |

| Cessioni | Cessioni | Cessioni | Cessioni |
| R.       | Nome     | a        | Modalità |
| -------- | -------- | -------- | -------- |

## Risultati

### 2. Bundesliga

#### Girone di andata
| Arbitro: | Biwersi |

|                              |           |                                        |
| Engel 13’ (rig.) Hofmann 43’ | Marcatori | 62’ Hoffmann 75’ Vöhringer 80’ Beichle |

| Arbitro: | Schröder |

|                          |           |  |
| Hoffmann 27’ Höbusch 53’ | Marcatori |  |

| Arbitro: | Drescher |

|                    |           |                                              |
| Ockenfels 31’, 40’ | Marcatori | 44’ (rig.), 46’ Jörg 51’ Szupak 87’ Hoffmann |

| Arbitro: | Wohlfarth |

|          |           |                      |
| Jörg 15’ | Marcatori | 37’ Grimm 65’ Hilkes |

| Arbitro: | Steigele |

|         |           |  |
| Koch 1’ | Marcatori |  |

| Arbitro: | Niebergall |

|                                    |           |  |
| Vöhringer 60’ Jörg 68’ Beichle 89’ | Marcatori |  |

| Arbitro: | Gaus |

|                                                      |           |                           |
| Heck 9’ Rudloff 37’ Böhni 62’ Sebert 82’ (rig.), 89’ | Marcatori | 25’ Vöhringer 34’ Beichle |

| Augusta 18 settembre 1976 8ª giornata | Augusta | 0 – 0 referto | Kickers Offenbach | Rosenaustadion (15 000 spett.)\| Arbitro: \| Messmer \| |
| Arbitro:                              | Messmer |               |                   |                                                         |

| Arbitro: | Clajus |

|             |           |                                                          |
| Beichle 23’ | Marcatori | 17’ (rig.) Müller 55’ Schmider 82’ Ohlicher 87’ Hadewicz |

| Arbitro: | Aldinger |

|                                                 |           |  |
| Lenz 12’, 47’, 88’ Diener 32’ Baylon 61’ (rig.) | Marcatori |  |

| Arbitro: | Quindeau |

|                             |           |                 |
| Vöhringer 31’ Schneider 74’ | Marcatori | 16’ Hohenwarter |

| Arbitro: | Huster |

|                               |           |  |
| Haunstein 12’, 61’ Falter 21’ | Marcatori |  |

| Arbitro: | Drescher |

|                             |           |           |
| Vöhringer 72’ Obermeier 82’ | Marcatori | 56’ Michl |

| Arbitro: | Dreher |

|                         |           |                                     |
| Geinzer 30’ Nüssing 51’ | Marcatori | 2’, 10’, 66’ Hoffmann 32’ Vöhringer |

| Arbitro: | Kuhn |

|                                              |           |           |
| Aumeier 16’, 44’ Vöhringer 18’, 65’ Jörg 54’ | Marcatori | 48’ Sterz |

| Arbitro: | Hontheim |

|                     |           |            |
| Maciossek 2’ (rig.) | Marcatori | 78’ Birner |

| Arbitro: | Dölfel |

|                                     |           |  |
| Killmaier 60’ Jörg 71’ Hoffmann 74’ | Marcatori |  |

| Arbitro: | Joos |

|                                |           |                                                              |
| Riemann 64’ (rig.) Müllner 72’ | Marcatori | 14’, 68’ Aumeier 21’, 60’ Hoffmann 42’ Schneider 76’ Beichle |

| Arbitro: | Föckler |

|                      |           |             |
| Varga 4’ Aumeier 43’ | Marcatori | 5’ Hoffmann |

#### Girone di ritorno
| Arbitro: | Karr |

|             |           |          |
| Aumeier 40’ | Marcatori | 8’ Klein |

| Arbitro: | Hellwig |

|  |           |                                        |
|  | Marcatori | 14’ Vöhringer 28’ Hoffmann 47’ Beichle |

| Arbitro: | Dahler |

|                                              |           |           |
| Aumeier 40’, 67’, 77’ Jörg 59’ Killmaier 84’ | Marcatori | 87’ Brand |

| Arbitro: | Ermer |

|            |           |              |
| Hilkes 64’ | Marcatori | 55’ Hoffmann |

| Arbitro: | Ulm |

|                           |           |                   |
| Aumeier 17’ Vöhringer 51’ | Marcatori | 63’ Metz 72’ Koch |

| Arbitro: | Vielsack |

|  |           |          |
|  | Marcatori | 54’ Jörg |

| Arbitro: | Kettenbach |

|         |           |  |
| Haug 3’ | Marcatori |  |

| Arbitro: | Schumann |

|                                          |           |               |
| Seiler 2’ Held 10’ Skala 41’ Bastrup 86’ | Marcatori | 70’ Schneider |

| Arbitro: | Biwersi |

|                                         |           |             |
| Hadewicz 55’, 86’ Hitzfeld 61’ Jank 89’ | Marcatori | 68’ Aumeier |

| Arbitro: | Haselberger |

|                                    |           |                     |
| Aumeier 5’ (rig.), 82’ Beichle 89’ | Marcatori | 44’ Lenz 85’ Baylon |

| Arbitro: | Ulm |

|                            |           |                        |
| Schauß 25’, 47’ Warken 35’ | Marcatori | 65’ Beichle 74’ Szupak |

| Arbitro: | Messmer |

|              |           |                               |
| Stempfle 20’ | Marcatori | 11’, 48’ Hartwig 88’ Herberth |

| Arbitro: | Stegner |

|                                                    |           |                          |
| Feulner 23’, 86’, 88’ Zapf 52’, 71’ Michl 76’, 84’ | Marcatori | 14’ Stempfle 42’ Beichle |

| Arbitro: | Antz |

|               |           |             |
| Schäffner 47’ | Marcatori | 27’ Nüssing |

| Arbitro: | Blum |

|                                    |           |                        |
| Đurić 33’ (aut.) Emmerich 39’, 60’ | Marcatori | 28’ Đurić 70’ Hoffmann |

| Arbitro: | Luca |

|                       |           |              |
| Aumeier 62’, 85’, 89’ | Marcatori | 33’ Bronnert |

| Arbitro: | Langhans |

|                                                               |           |                 |
| Schneider 1’ Melzl 5’, 51’ Richthammer 23’ Lippert 71’ (rig.) | Marcatori | 80’ Kalchschmid |

| Arbitro: | Brückner |

|  |           |            |
|  | Marcatori | 13’ Wagner |

| Arbitro: | Dahler |

|              |           |  |
| Hoffmann 87’ | Marcatori |  |

### Coppa di Germania
| Arbitro: | Barnick |

|  |           |                                                      |
|  | Marcatori | 20’ Aumeier 34’ Beichle 58’ Hoffmann 80’ (rig.) Jörg |

| Arbitro: | Clajus |

|               |           |                   |
| Nachtmann 15’ | Marcatori | 25’, 59’ Hoffmann |

| Arbitro: | Aldinger |

|                        |           |             |
| Killmaier 20’ Haug 55’ | Marcatori | 80’ Nielsen |

| Arbitro: | Scheffner |

|                                 |           |  |
| Schäffner 53’ (aut.) Breuer 86’ | Marcatori |  |

## Statistiche

### Statistiche di squadra
| Competizione      | Punti | In casa | In casa | In casa | In casa | In casa | In casa | In trasferta | In trasferta | In trasferta | In trasferta | In trasferta | In trasferta | Totale | Totale | Totale | Totale | Totale | Totale | DR |
| Competizione      | Punti | G       | V       | N       | P       | Gf      | Gs      | G            | V            | N            | P            | Gf           | Gs           | G      | V      | N      | P      | Gf     | Gs     | DR |
| ----------------- | ----- | ------- | ------- | ------- | ------- | ------- | ------- | ------------ | ------------ | ------------ | ------------ | ------------ | ------------ | ------ | ------ | ------ | ------ | ------ | ------ | -- |
| 2. Bundesliga     | 40    | 19      | 11      | 4       | 4       | 38      | 22      | 19           | 6            | 2            | 11           | 34           | 51           | 38     | 17     | 6      | 15     | 72     | 73     | -1 |
| Coppa di Germania | -     | 1       | 1       | 0       | 0       | 2       | 1       | 3            | 2            | 0            | 1            | 6            | 3            | 4      | 3      | 0      | 1      | 8      | 4      | +4 |
| Totale            | 40    | 20      | 12      | 4       | 4       | 40      | 23      | 22           | 8            | 2            | 12           | 40           | 54           | 42     | 20     | 6      | 16     | 80     | 77     | +3 |

### Andamento in campionato
| Giornata  | 1 | 2 | 3 | 4 | 5 | 6 | 7 | 8 | 9  | 10 | 11 | 12 | 13 | 14 | 15 | 16 | 17 | 18 | 19 | 20 | 21 | 22 | 23 | 24 | 25 | 26 | 27 | 28 | 29 | 30 | 31 | 32 | 33 | 34 | 35 | 36 | 37 | 38 |
| --------- | - | - | - | - | - | - | - | - | -- | -- | -- | -- | -- | -- | -- | -- | -- | -- | -- | -- | -- | -- | -- | -- | -- | -- | -- | -- | -- | -- | -- | -- | -- | -- | -- | -- | -- | -- |
| Luogo     | T | C | T | C | T | C | T | C | C  | T  | C  | T  | C  | T  | C  | T  | C  | T  | C  | C  | T  | C  | T  | C  | T  | C  | T  | T  | C  | T  | C  | T  | C  | T  | C  | T  | C  | T  |
| Risultato | V | V | V | P | P | V | P | N | P  | P  | V  | P  | V  | V  | V  | N  | V  | V  | V  | N  | V  | V  | N  | N  | V  | V  | P  | P  | V  | P  | P  | P  | N  | P  | V  | P  | P  | P  |
| Posizione | 4 | 3 | 1 | 5 | 7 | 6 | 7 | 9 | 11 | 13 | 11 | 14 | 11 | 9  | 7  | 7  | 7  | 7  | 5  | 5  | 5  | 5  | 5  | 6  | 5  | 5  | 6  | 6  | 6  | 7  | 7  | 7  | 7  | 7  | 7  | 7  | 8  | 9  |

Legenda:

Luogo: C = Casa; T = Trasferta. Risultato: V = Vittoria; N = Pareggio; P = Sconfitta.

### Statistiche dei giocatori
| Giocatore      | 2. Bundesliga | 2. Bundesliga | 2. Bundesliga | 2. Bundesliga | Coppa di Germania | Coppa di Germania | Coppa di Germania | Coppa di Germania | Totale   | Totale | Totale      | Totale     |
| Giocatore      | Presenze      | Reti          | Ammonizioni   | Espulsioni    | Presenze          | Reti              | Ammonizioni       | Espulsioni        | Presenze | Reti   | Ammonizioni | Espulsioni |
| -------------- | ------------- | ------------- | ------------- | ------------- | ----------------- | ----------------- | ----------------- | ----------------- | -------- | ------ | ----------- | ---------- |
| H. Aumeier     | 38            | 16            | 5             | 0             | 4                 | 1                 | 0                 | 0                 | 42       | 17     | 5           | 0          |
| G. Beichle     | 33            | 9             | 5             | 0             | 3                 | 1                 | 0                 | 0                 | 36       | 10     | 5           | 0          |
| R. Birner      | 8             | 1             | 0             | 0             | 0                 | 0                 | 0                 | 0                 | 8        | 1      | 0           | 0          |
| W. Haug        | 37            | 1             | 4             | 0             | 4                 | 1                 | 0                 | 0                 | 41       | 2      | 4           | 0          |
| W. Hoffmann    | 38            | 12            | 13            | 0             | 4                 | 3                 | 0                 | 0                 | 42       | 15     | 13          | 0          |
| H. Höbusch     | 22            | 1             | 1             | 0             | 2                 | 0                 | 0                 | 0                 | 24       | 1      | 1           | 0          |
| H. Jörg        | 27            | 8             | 2             | 0             | 4                 | 1                 | 0                 | 0                 | 31       | 9      | 2           | 0          |
| K. Kalchschmid | 9             | 1             | 1             | 0             | 0                 | 0                 | 0                 | 0                 | 9        | 1      | 1           | 0          |
| W. Killmaier   | 29            | 2             | 3             | 0             | 4                 | 1                 | 1                 | 0                 | 33       | 3      | 4           | 0          |
| A. Klein       | 1             | 0             | 0             | 0             | 0                 | 0                 | 0                 | 0                 | 1        | 0      | 0           | 0          |
| B. Larsen      | 16            | 0             | 0             | 0             | 2                 | 0                 | 0                 | 0                 | 18       | 0      | 0           | 0          |
| H. Michallik   | 20            | 0             | 1             | 0             | 3                 | 0                 | 1                 | 0                 | 23       | 0      | 2           | 0          |
| W. Modick      | 14            | 0             | 1             | 0             | 1                 | 0                 | 0                 | 0                 | 15       | 0      | 1           | 0          |
| K. Obermeier   | 6             | 1             | 0             | 0             | 1                 | 0                 | 0                 | 0                 | 7        | 1      | 0           | 0          |
| E. Schneider   | 35            | 3             | 3             | 0             | 4                 | 0                 | 1                 | 0                 | 39       | 3      | 4           | 0          |
| H. Schuhmann   | 9             | 0             | 2             | 0             | 1                 | 0                 | 0                 | 0                 | 10       | 0      | 2           | 0          |
| B. Schuster    | 0             | 0             | 0             | 0             | 0                 | 0                 | 0                 | 0                 | 0        | 0      | 0           | 0          |
| E. Schäffner   | 15            | 1             | 1             | 0             | 2                 | 0                 | 1                 | 0                 | 17       | 1      | 2           | 0          |
| E. Steer       | 9             | 0             | 1             | 0             | 0                 | 0                 | 0                 | 0                 | 9        | 0      | 1           | 0          |
| K. Stempfle    | 11            | 2             | 1             | 0             | 1                 | 0                 | 0                 | 0                 | 12       | 2      | 1           | 0          |
| P. Szupak      | 23            | 2             | 2             | 0             | 1                 | 0                 | 0                 | 0                 | 24       | 2      | 2           | 0          |
| M. Tripbacher  | 2             | 0             | 0             | 0             | 0                 | 0                 | 0                 | 0                 | 2        | 0      | 0           | 0          |
| Z. Varga       | 8             | 1             | 0             | 0             | 2                 | 0                 | 0                 | 0                 | 10       | 1      | 0           | 0          |
| K. Vöhringer   | 34            | 10            | 4             | 0             | 4                 | 0                 | 0                 | 0                 | 38       | 10     | 4           | 0          |
| R. Weigel      | 9             | 0             | 0             | 0             | 1                 | 0                 | 0                 | 0                 | 10       | 0      | 0           | 0          |
| M. Đurić       | 22            | 1             | 3             | 0             | 0                 | 0                 | 0                 | 0                 | 22       | 1      | 3           | 0          |